# Объединённый школьный округ города Сакраменто
Объединённый школьный округ города Сакраменто (Sacramento City Unified School District) — школьный округ в Сакраменто, Калифорния, США. Главный офис находится в Центре Серна в Сакраменто.

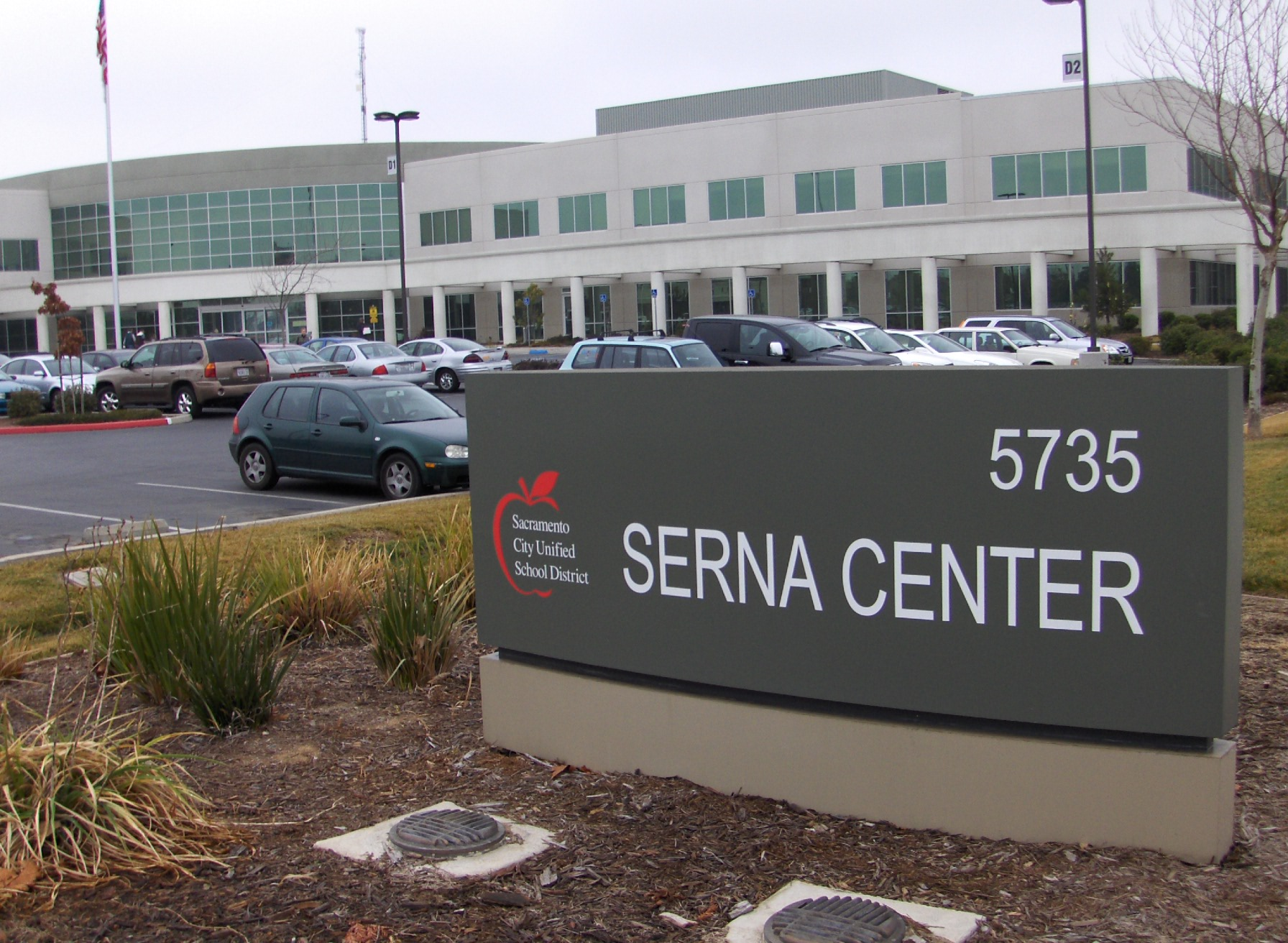
Главный офис

Округ обслуживает большую часть города Сакраменто на протяжении 150 лет. Высшая школа Сакраменто открылась в 1856 году. Это была вторая старейшая средняя школа на западе Соединённых Штатов Америки от реки Миссисипи до школьного совета проголосовали за закрытие школы в июне 2003 года. Объединённый школьный округ города Сакраменто также является домом для Высшей школы медицинских работников имени Артура А. Бенджамина , Средней школы Лютера Бербанка , Средней школы Джона Ф. Кеннеди, Высшей школы Западного кампуса, Средней школы Хирама Джонсона, и Средней школы Шиллера. Является одним из пяти школьных округов Сакраменто.
По мере расширения города Сакраменто, округ в настоящее время входит в число 10 крупнейших школьных округов в Калифорнии, обслуживая около 48000 школьников на базе 12 классов и 20000 школьников вечернего образования.
В настоящее время директором Объединенного школьного округа является Джонатан П. Раймонд, пост занимает с 21 августа 2009 года. И до сего года.

## Демография
В 2002 году около 3900 студентов в школьном округе были представителями этноса хмонг. В то время у них был самый низкий показатель успеваемости. К 2002 году округ ввел Расширенную летнюю программу по реализации этнографических научно-исследовательских проектов, с тем чтобы помочь этническим школьникам-хмонгам узнать о своей культуре. Изначально хмонги являлись безграмотными, поэтому в 2002 году было выпущено несколько книг, в которых подробно описывалась история хмонгов.